# Mons, Charente

Mons este o comună în departamentul Charente, Franța. În 1 ianuarie 2022 avea o populație de 235 de locuitori.